# Biorezonancia
A biorezonancia az alternatív gyógyászatban használt diagnosztikai és kezelési terápia, amely habár magyarázható a kvantumfizikai alaptörvényekkel, az orvostudomány által mégsem igazolt egyelőre.  
A test energetikai állapotának vizsgálatára és a különböző betegségek kezelésére alapoz. A módszer lényege, hogy a test sejtjei és szövetei minden esetben rezgőmozgást végeznek, amelyekből lehetséges az egészségügyi állapotra következtetni, illetve azt gyógyítani, kezelni. 
A biorezonancia terápia során ezek a rezgések mérhetők és elemezhetők, lehetővé téve a test energetikai egyensúlyának helyreállítását.
Működési elv
A biorezonancia arra alapozható, hogy minden élő sejt saját frekvenciával rendelkezik, és a különböző kórokozók, például vírusok, baktériumok és gombák is saját rezgésekkel bírnak. A biorezonancia készülékek korrigálják az abnormális rezgéseket a helyes frekvenciákkal, hogy támogassák a test gyógyulási folyamatait. A kezelés során a páciens a biorezonancia készülékhez csatlakozik, amely információt gyűjt a test állapotáról, majd visszajelzéseket ad a megfelelő frekvenciák formájában.
Alkalmazási területek
A biorezonancia terápiát különböző egészségügyi problémák kezelésére használják, beleértve:
Allergiák
Krónikus fájdalmak
Emésztési zavarok
Stresszkezelés
Méregtelenítés
Immunrendszer erősítése
Kritika és tudományos álláspont
A biorezonancia mint alternatív gyógymód sok vitát generál az orvosi közösségben. Kritikusai rámutatnak, hogy a módszer tudományos megalapozottsága gyenge, és sok esetben a biorezonancia kezelések hatékonysága nem bizonyított. Azonban rengetegen számolnak be pozitív hatásokról és sikertörténetekről. Emiatt a biorezonancia szülőhazájában, Németországban, illetve több európai országban is létrejöttek már Biorezonancia Klinikák, és használják a hagyományos orvoslásban is kiegészítő módszerként.
Összegzés
A biorezonancia tehát egy alternatív gyógyászati megközelítés, amely a test energetikai állapotának elemzésére és kezelésére összpontosít. Bár sokan tapasztalnak pozitív hatásokat és számolnak be különböző betegségekből való kigyógyulásokról, az orvosi közösség még mindig vitatja hatékonyságát. 

## Lásd még
- akupunktúra
- kvantumfizika
- frekvencia

## Külső hivatkozások
- Mi rezeg itt - biorezonancia?, Szkeptikus blog
- A biorezonancia elve, Alternatív gyógymódok természetgyógyászati portál

1. ↑  BioResonance Therapy | Memorial Sloan Kettering Cancer Center (angol nyelven). www.mskcc.org, 2021. február 25. (Hozzáférés: 2024. október 7.)